# Galeommatoidea
Galeommatoidea zijn een superfamilie uit de superorde Imparidentia.

## Families
- Basterotiidae Cossmann, 1909
- Galeommatidae Gray, 1840
- Lasaeidae Gray, 1842